# Homi J. Bhabha
No debe ser confundido con Homi K. Bhabha
Homi Jehangir Bhabha (/ˈbɑːbɑː/; 30 de octubre de 1909-24 de enero de 1966) fue un destacado físico nuclear indio, coloquialmente conocido como el "padre del programa nuclear indio". También fue el fundador del Tata Institute of Fundamental Research.

## Biografía
Primeros años
Homi Jehangir Bhabha nació en una acaudalada familia de origen parsi (relacionada con Dinshaw Maneckji Petit, y con Dorabji Tata). Sus padres eran Jehangir Hormusji Bhabha, un conocido abogado, y Meheren. Recibió su educación escolar en Bombay e ingresó en la Universidad Elphinstone con 15 años, después de superar el examen sénior de Cambridge con honores.
Asistió al Instituto Real de Ciencia hasta 1927, cuando se matriculó en el Gonville y Caius College de la Universidad de Cambridge debido a la insistencia de su padre y de su tío Dorab Tata, interesados en que se graduase en ingeniería mecánica para que después se hiciera cargo de los Molinos de Acero de Tata en Jamshedpur como metalúrgico.
Universidad de Cambridge
Su padre comprendió el interés de Bhabha por las matemáticas, y accedió a financiar sus estudios, condicionados a sus resultados en ingeniería. En junio de 1930 fue el primero de su clase, lo que le permitió preparar su examen de ingreso en matemáticas con Paul Dirac. Entretanto, trabajó en el Laboratorio Cavendish mientras preparaba su doctorado en física teórica. En esta época, el laboratorio era el centro de un numeroso grupo de científicos punteros: James Chadwick que había descubierto el neutrón, John Cockcroft y Ernest Walton que habían transmutado litio con protones de alta energía, y Patrick Blackett y Giuseppe Occhialini  que utilizaron la cámara de niebla para demostrar la generación de pares de electrones por irradiación gamma.
Alumno destacado, en 1932 se le concedió el premio Rouse Ball. Atraído por la física experimental de la radioactividad, comenzó a abrir el campo de la física nuclear a sus compatriotas, entre los que después destacó Piara Singh Gill.
Investigación en física Nuclear
En enero de 1933 Bhabha obtuvo su doctorado en física nuclear después de publicar su primer artículo científico sobre "La Absorción de la radiación Cósmica", que versaba acerca de la absorción y producción de electrones por efecto de los rayos cósmicos, y con el que ganó la "Isaac Newton Studentship" en 1934. Al año siguiente, completó sus estudios en física teórica con Ralph H. Fowler, haciendo numerosas visitas a Niels Bohr en Copenhague. En 1935 publicó su primer artículo en los Proceedings de la Royal Society, con el cálculo de la dispersión electrón-positrón, fenómeno que posteriormente recibiría su nombre ("Bhabha scattering").
En 1936, Bhabha y Heitler publicaron otro artículo en los Proceedings describiendo la interacción de los rayos cósmicos con la atmósfera superior para producir las partículas observadas en la superficie de la Tierra, de acuerdo con los experimentos realizados por Bruno Rossi y Pierre Victor Auger unos cuantos años antes. Así mismo, dedujo que las propiedades de estas partículas aportaban pruebas a favor de la teoría de la relatividad de Albert Einstein. En 1937 obtuvo una nueva beca, lo que le permitió continuar su trabajo en Cambridge hasta el estallido de Segunda Guerra Mundial en 1939.
Regreso a la India
En septiembre de 1939, Bhabha estaba de vacaciones en la India cuando estalló la Segunda Guerra Mundial, y decidió no regresar a Inglaterra. Aceptó una oferta como Lector en el Departamento de Física del Instituto Indio de Ciencia, entonces al mando del renombrado físico Chandrasekhara Raman. Organizó un grupo de alumnos para trabajar en la investigación de rayos cósmicos, entre los que estaba Harish-Chandra.
Carrera
Una vez en la India tras su formación en Gran Bretaña, convenció a los dirigentes del Partido del Congreso, especialmente a Jawaharlal Nehru para iniciar un ambicioso programa nuclear. En paralelo con su investigación sobre rayos cósmicos, comenzó a trabajar en la producción de armas nucleares en 1944. En 1945, contribuyó a fundar el Tata Institute of Fundamental Research en Bombay; así como la Comisión de Energía Atómica en 1948, siendo su primer presidente. En 1948, Nehru aprobó el nombramiento de Bhabha como director del programa nuclear de la India, y le encomendó el posterior desarrollo de armas nucleares. En la década de 1950 representó a la India en las conferencias de la IAEA, y en 1955 fue elegido Presidente de la Conferencia de Naciones Unidas para los Usos Pacíficos de la Energía Atómica en Ginebra, Suiza. Durante este tiempo, siguió moviendo sus influencias para el desarrollo de armas nucleares. Tras la guerra sino-india, Bhabha comenzó a solicitar armas nucleares de forma pública e insistente.
Fue miembro del Comité Asesor Científico del Gobierno Indio, germen del Programa Espacial Indio.
Accidente aéreo
En enero de 1966, Bhabha murió en un accidente aéreo al estrellarse el vuelo 101 de Air India cerca del Mont Blanc el 24 de enero de 1966 mientras se dirigía a Viena (Austria) para asistir a una reunión de un comité del Organismo Internacional de Energía Atómica.
Respecto a este accidente, se han publicado teorías sobre una conspiración en la que la CIA estaría implicada en la muerte de Bhabha para paralizar el programa nuclear de la India, interpretado como una fuente de inestabilidad en la región asociada a las tensiones entre la India y Pakistán.

## Realizaciones
Física nuclear
Además de su trabajo en rayos cósmicos (investigando el proceso denominado "Bhabha scattering"), intervino en el estudio del Efecto Compton y del "Proceso-R" (generación de átomos pesados en el interior de las supernovas), contribuyendo al avance de la física nuclear.
Energía atómica en la India

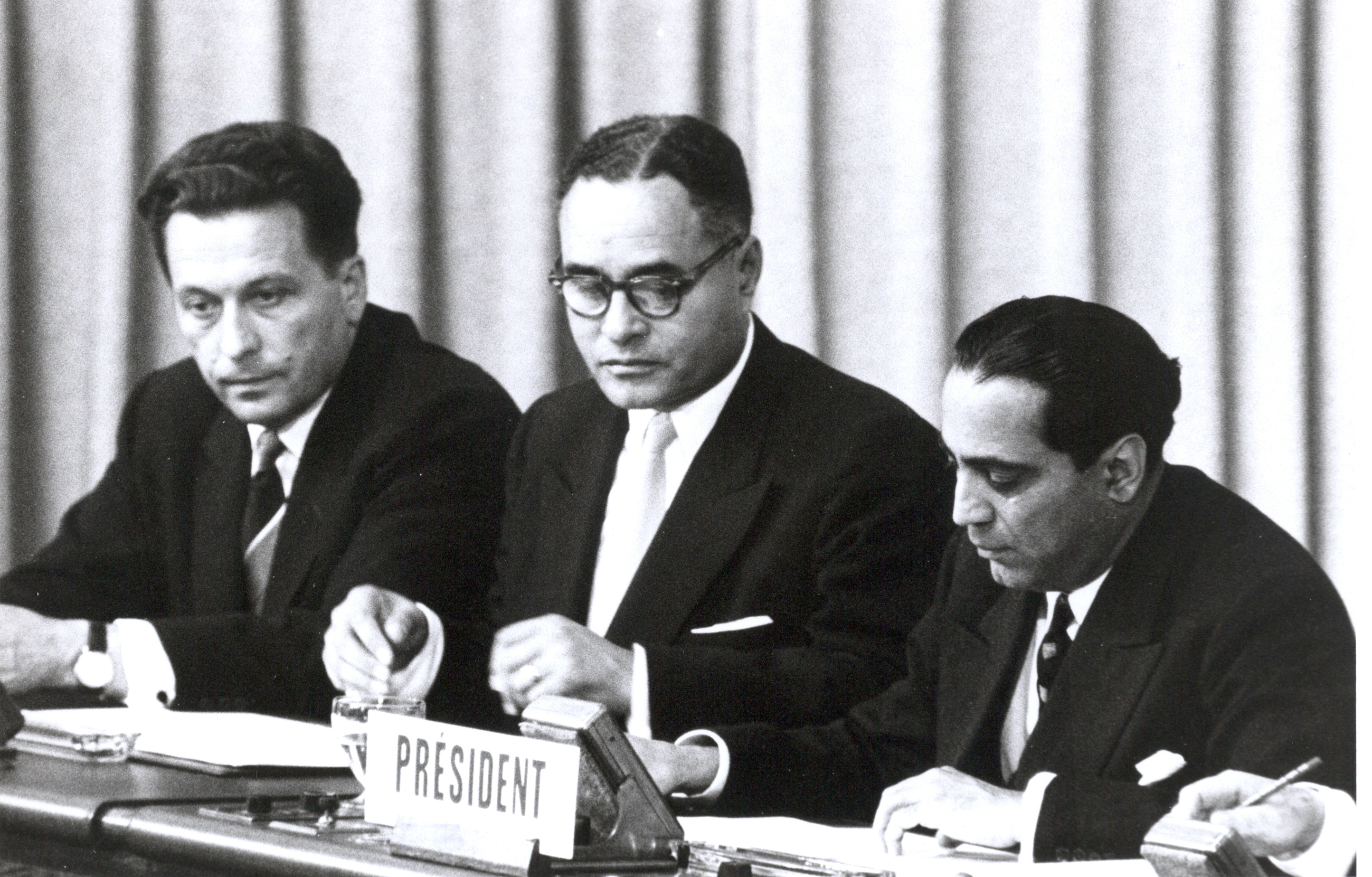
Bhabha En la Conferencia Internacional para los Usos Pacíficos de la Energía Atómica en Ginebra, Suiza (20 de agosto de 1955)

El  "Tata Institute of Fundamental Research" fue inaugurado en 1945 con 540 metros cuadrados. Las crecientes necesidades del instituto hicieron que Bhabha plantease al gobierno la construcción de un nuevo laboratorio. Para este propósito, se adquirieron 1200 acres en Trombay, inaugurándose el Establecimiento de Energía Atómico de Trombay (AEET) en 1954. Ese mismo año se estableció el Departamento de Energía Atómica (DAE).
Programa Nuclear Indio en Tres Etapas
Bhabha es generalmente reconocido como el padre del poder nuclear indio. Además, ideó una original estrategia que planteaba la utilización en una primera fase de las abundantes reservas de torio de la India, sustituyendo a las escasas reservas de uranio:

"Las reservas totales de torio en la India constituyen más de 500.000 toneladas fácilmente extraíbles, mientras que las reservas conocidas de uranio son menos de una décima parte de este valor. Por lo tanto, el objetivo del programa de energía atómica de largo alcance en la India debe ser basado en la generación de energía nuclear tan pronto como sea posible en el torio en vez de uranio ... La primera generación de centrales nucleares sobre la base de uranio natural sólo se puede utilizar para iniciar un programa de energía atómica ... El plutonio producido por las centrales nucleares de primera generación puede ser utilizado en una segunda generación de centrales nucleares, diseñadas para producir energía eléctrica y convertir torio en U-233, o uranio empobrecido en más plutonio con el aumento de la síntesis ... La segunda generación de las centrales nucleares puede ser considerada como un paso intermedio para las centrales nucleares base de la tercera generación, produciendo más U-233 que se desintegran en el curso de la producción de energía."

Radiotelescopio Ooty
El prestigioso radiotelescopio de Ooty (India) surgió por su iniciativa, siendo inaugurado en 1970. 

## Reconocimientos

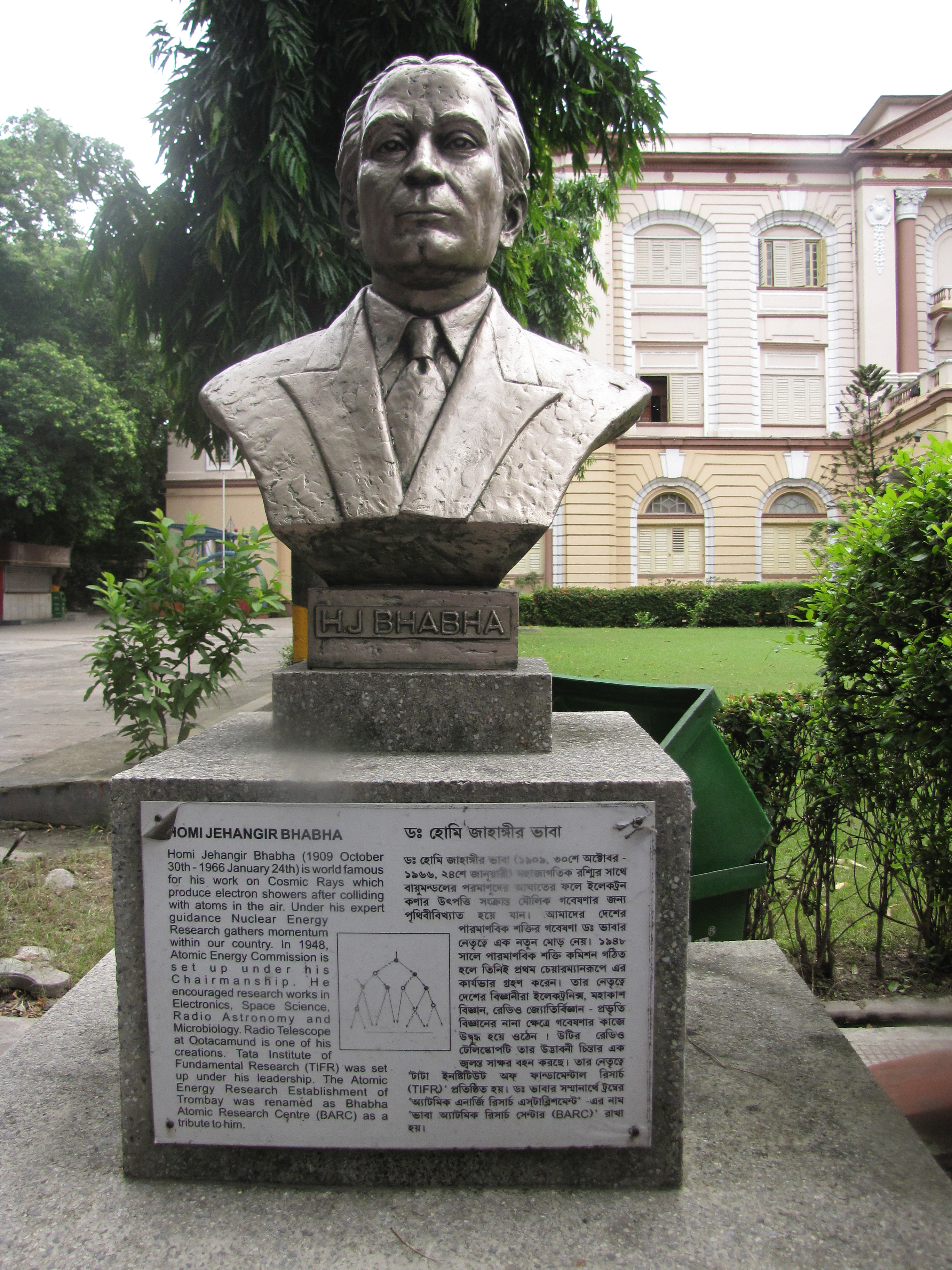
Busto de Homi Bhabha en el jardín del Museo Industrial & Tecnológico Birla, de Kolkata

- El 20 de marzo de 1941 fue elegido miembro de la Royal Society.
- Recibió el "Padma Bhushan" (máximo galardón civil de su país) del Gobierno de la India en 1954.[14]
- Fue elegido Miembro Honorario Extranjero de la Academia Americana de Artes y Ciencias en 1958.[15]
- Después de su muerte, el "Atomic Energy Establishment" de Bombay fue rebautizado en su honor como "Bhabha Atomic Research Centre".
- También llevan su nombre el "Homi Bhabha National Institute", un reputado centro universitario y el "Homi Bhabha Centre for Science Education" de Bombay.
- El cráter lunar Bhabha lleva este nombre en su honor.[16]